# Kečovo
Kečovo és un poble i municipi d'Eslovàquia. Es troba a la regió de Košice, a l'est del país.

## Història
La primera referència escrita de la vila data del 1272.

## Demografia
| Godina             | 1994 | 2004    | 2014   | 2024    |
| ------------------ | ---- | ------- | ------ | ------- |
| Nombre de persones | 467  | 397     | 371    | 306     |
| Diferència         |      | −14,98% | −6,54% | −17,52% |

| Godina             | 2023 | 2024 |
| ------------------ | ---- | ---- |
| Nombre de persones | 306  | 306  |
| Diferència         |      | +0%  |